# Île Zuqar
L'île Zuqar est une île du sud de la mer Rouge appartenant au Yémen. 
Elle est située entre le Yémen et l'Érythrée, près du détroit de Bab-el-Mandeb.
Elle est d'origine volcanique, et subit un climat désertique.